# Comuna de Brzeźnica
Brzeźnica (polaco: Gmina Brzeźnica) é uma gminy (comuna) na Polónia, na voivodia de Pequena Polónia e no condado de Wadowicki.
De acordo com os censos de 2007, a comuna tem 9.621 habitantes.

## Área
Estende-se por uma área de 66,3 km².